# علي إرسان
علي إرسان دورو (بالتركية: Ali Ersan Duru)‏؛ هو ممثل تركي من مواليد 19 سبتمبر 1984؛ اشتهر لتمثيله دور «بيبولات» (الباستي) في مسلسل قيامة أرطغرل. وهو أهم عمل قام به حتى الآن.

## حياته العملية
قرر علي التمثيل عندما كان في الثامنة عشرة من عمره.  تخرج من قسم المالية في جامعة عثمان غازي.  في نفس الفترة، بدأ حياته المسرحية كهاوي.  أولاً، بدأ مشواره الفني بالعمل مع مجموعة مسرح جامعة عثمان غازي.  وفي عام 2008، تلقى تعليمه التمثيلي الأول في Diyalog Sanat.

## روابط خارجية
- علي إرسان على موقع IMDb (الإنجليزية)
- علي إرسان على موقع ألو سيني (الفرنسية)
- علي إرسان على موقع كينوبويسك (الروسية)